# Орр, Вирджил
Вирджил Л. Орр (род. 2 февраля 1923) — американский политик и ученый. Он также был профессором инженерных наук и управляющим Технологического университета Луизианы в Растоне, штат Луизиана, и являлся демократическим членом Палаты представителей Луизианы от 12 округа (приходы Линкольн и Юнион) с 1988 по 1992 год.

## Ранняя жизнь и академическая карьера
Орр родился в городе Гленмора, приход Рапидс, в феврале 1923 года. Там в 1940 году он окончил среднюю школу Гленмора. После защитил степень бакалавра наук в области химического машиностроения в Технологическом институте Луизианы, а по совместительству работал официантом, чтобы оплачивать свои студенческие расходы. Затем он получил степень магистра наук и доктора философии. от Университета штата Луизиана в 1948 и 1950 годах. Орр также служил в армии США во время Второй мировой войны с 1944 по 1946 год. Он также закончил Институт ядерных исследований Ок-Риджа в Ок-Ридже, штат Теннесси.
В сентябре 1952 года Орр поступил на технический факультет Луизианы. В 1966 году он становится соавтором статьи «Равновесие пара и жидкости для системы гексаметилдисилоксан — н- пропиловый спирт» в сотрудничестве с коллегами Вудро В. Чу, младшим и Чарльзом А. Киллгором, Статью опубликовали в журнале Химия и технические основы. Впоследствии Орр был назначен на должность декана колледжа и занял пост вице-президента под руководством Ф. Джея Тейлора, там он проработал до выхода на пенсию в июне 1980 года. Технологический институт Луизианы удостоил Орра звания профессора Вирджила Орра в области химического машиностроения и премии Вирджила Орра для студентов младших курсов факультета.
В 1991 году Орр был удостоен награды Роберта Э. Русса, а три года спустя Ассоциация выпускников технологического института Луизианы наградила его медальоном Башни. Год спустя он вошел в список 100 лучших выпускников Технологического института Луизианы. В 1994—1995 Орра назначили на должность президента Технологического фонда Луизианы.

## Политика
Орр оспорил беспартийные предварительные выборы в октябре 1987 года и получил 5846 голосов (44 %), легко опередив на 4176 голосов действующего президента Уильяма Р. Самлина (31 %). В результате Сумлин не участвовал в ноябрьских выборах, и Орр был автоматически объявлен избранным представителем без второго тура голосования.
В октябре 1991 года Орр потерпел поражение на предварительных выборах его обошел демократ и по совместительству юрист Джей Маккаллум. Он получил 8286 голосов (52 %) против 7528 (48 %) Орра. Орр отбыл всего один срок в Совете по этике Луизианы, после окончания срока продолжил свою работу в законодательном органе.
В 2010 году он был назначен в совет Линкольнской приходской библиотеки.

## Личная жизнь
Орр и его жена Миртис Чандлер (рождена в 1924) жили в Растоне, там Орр преподавал в воскресной школе при Храмовой баптистской церкви. Ассоциация выпускников Луизианы наградила Миртис Орр медальоном Башни в 2018 году, который ранее получил Вирджил Орр.

## Примечание
1. ↑  Membership in the Louisiana House of Representatives, 1812-2012. legis.state.la.us. Дата обращения: 19 июля 2010. Архивировано из оригинала 29 декабря 2009 года.
2. ↑  Our Joseph Chandler of Caswell County, North Carolina: Descendants of Richardson Chandler, 1795—1859, grandson of Joseph; page 560. Дата обращения: 6 октября 2020. Архивировано 8 октября 2020 года.
3. ↑  Virgil Orr, Student Waiter. latech.edu. Дата обращения: 20 июля 2010. Архивировано 11 октября 2012 года.
4. 1 2  Alumni News (2003). che.lsu.edu. Дата обращения: 19 июля 2010. Архивировано 3 марта 2016 года.
5. 1 2  «Louisiana: Orr, Virgil», Who’s Who in American Politics, 2003—2004, 19th ed., Vol. 1 (Alabama-Montana) (Marquis Who’s Who: New Providence, New Jersey, 2003), p. 790
6. ↑  Killgore, C. A. (1966). Research Article (October 1966). Journal of Chemical & Engineering Data. 11 (4): 535–537. doi:10.1021/je60031a018.
7. ↑  Endowed Eminent Scholar Chairs and Endowed Professorships. latechalumni.org. Дата обращения: 10 июля 2010. Архивировано 3 апреля 2016 года.
8. ↑  The Virgil Orr Junior Faculty Award. latech.edu. Дата обращения: 19 июля 2010. Архивировано 24 декабря 2016 года.
9. ↑  «Byrd elected to board», Minden Press-Herald, September 14, 1994, p. 1
10. ↑  Louisiana primary election returns, October 24, 1987. electionresults.sos.louisiana.gov. Дата обращения: 19 июля 2010. Архивировано из оригинала 4 сентября 2010 года.
11. ↑  Election Results. Louisiana Secretary of State (19 октября 1991). Дата обращения: 3 августа 2015. Архивировано из оригинала 26 июня 2015 года.
12. ↑  Laura Bond, "Taxing decision: Board OKs ad valorem proposal, July 2, 2010. Ruston Daily Leader. Дата обращения: 19 июля 2010.
13. ↑  Myrtis Orr Joins Hall of Distinguished Alumni. The Tenent (апрель 2018). Дата обращения: 13 мая 2018. Архивировано 8 октября 2020 года.